# Vässjön
Vässjön är en sjö i Ödeshögs kommun i Östergötland och ingår i Motala ströms huvudavrinningsområde. Sjön är 4,6 meter djup, har en yta på 0,137 kvadratkilometer och befinner sig 197 meter över havet.

## Delavrinningsområde
Vässjön ingår i det delavrinningsområde (645157-143904) som SMHI kallar för Utloppet av Bonderydssjön. Medelhöjden är 196 meter över havet och ytan är 44,61 kvadratkilometer. Det finns inga avrinningsområden uppströms utan avrinningsområdet är högsta punkten. Mjölnaån (Disevidån) som avvattnar avrinningsområdet har biflödesordning 2, vilket innebär att vattnet flödar genom totalt 2 vattendrag innan det når havet efter 160 kilometer. Avrinningsområdet består mestadels av skog (73 procent) och jordbruk (14 procent). Avrinningsområdet har 0,98 kvadratkilometer vattenytor vilket ger det en sjöprocent på 2,2 procent.